# Gruzja na letnich igrzyskach olimpijskich
Gruzja wystartowała we wszystkich letnich IO od igrzysk w Atlancie w 1996. Reprezentowana była przez 96 sportowców (76 mężczyzn i 20 kobiet)..

## Klasyfikacja medalowa
| Igrzyska            | Złoto | Srebro | Brąz | Razem |
| ------------------- | ----- | ------ | ---- | ----- |
| 1996 Atlanta        | 0     | 0      | 2    | 2     |
| 2000 Sydney         | 0     | 0      | 6    | 6     |
| 2004 Ateny          | 2     | 2      | 0    | 4     |
| 2008 Pekin          | 3     | 0      | 3    | 6     |
| 2012 Londyn         | 1     | 2      | 3    | 6     |
| 2016 Rio de Janeiro | 2     | 1      | 4    | 7     |
| 2020 Tokio          | 2     | 5      | 1    | 8     |
| Razem               | 10    | 12     | 18   | 40    |

### Według dyscyplin
| Dyscyplina        | Złoto | Srebro | Brąz | Razem |
| ----------------- | ----- | ------ | ---- | ----- |
| Judo              | 4     | 5      | 3    | 12    |
| Zapasy            | 3     | 6      | 10   | 19    |
| Podnoszenie cięż. | 3     | 1      | 3    | 7     |
| Boks              | -     | -      | 1    | 1     |
| Strzelectwo       | -     | -      | 1    | 1     |
| Razem             | 10    | 12     | 18   | 40    |